# オトリュオネウス
オトリュオネウス（古希: Ὀθρυονεύς, Othryoneus）は、ギリシア神話の人物で、カベソスの武将である。トロイア戦争のさい、トロイア軍の救援に駆けつけ、プリアモスにギリシア軍を駆逐してみせると豪語してカッサンドラーに求婚し、プリアモスもそれを認めた。しかしトロイア軍がギリシア軍の防壁を破ってギリシア陣営に侵入したとき、クレーテー島の武将イードメネウスに討たれ、オトリュオネウスを助けようとしたアシオスも続けてイードメネウスに討たれた。